# Ephemerellidae
Famille
Les Ephemerellidae forment une famille d'insectes de l'ordre des éphéméroptères. Elle contient près de 200 espèces actuelles réparties dans 18 genres.

## Classification
Sous-famille Ephemerellinae Klapálek, 1909
- Tribu Ephemerellini Klapálek, 1909
- Caudatella Edmunds, 1959
- Caurinella Allen, 1984
- Cincticostella Allen, 1980
  - Cincticostella (Cincticostella) Allen, 1980
  - Cincticostella (Rhionella) Allen, 1980
- Crinitella Allen & Edmunds, 1963
- Drunella Needham, 1905
  - Drunella (Drunella) Needham, 1905
  - Drunella (Eatonella) Needham, 1927
  - Drunella (Myllonella) Allen, 1980
  - Drunella (Tribrochella) Allen, 1980
  - Drunella (Unirachella) Allen, 1980
- Ephacerella Paclt, 1994 nouveau nom de Acerella Allen, 1971 préoccupé par Berlese 1909 (Protura)
- Ephemerella Walsch, 1862
  - Ephemerella (Amurella) Kluge, 1997
  - Ephemerella (Notacanthella) Kluge, 2004
  - Ephemerella (Ephemerella) Walsch, 1862 syn Chitonophora Bengtsson, 1908
- Kangella Sartori, 2004 nouveau nom de Eburella Kang & Yang, 1995 préoccupé par Monne & Martins 1973 (Coleoptera)
- Serratella Edmunds, 1959
- Teloganopsis Ulmer, 1939
- Torleya Lestage, 1917
- Uracanthella Belov, 1979
- †Turfanerella Demoulin, 1954

- Tribu Hyrtanellini Allen, 1980
- Hyrtanella Allen & Edmunds, 1976

Sous-famille Timpanoginae Allen, 1984
- Attenella Edmunds, 1971 nouveau nom de Attenuatella Edmunds, 1959 préoccupé par Stehli 1954 (Brachiopoda)
- Dannella Edmunds, 1959
- Dentatella Allen, 1980
- Eurylophella Tiensuu, 1935 syn Melanameletus Tiensuu, 1935
- Timpanoga Needham, 1927

Incertae sedis
- †Clephemera Lin, 1986

Austremerellidae, Melanemerellidae, Philolimniidae, Teloganellidae, Teloganodidae & Vietnamellidae ont été classés auparavant dans cette famille.